# Pikkelyvarrat

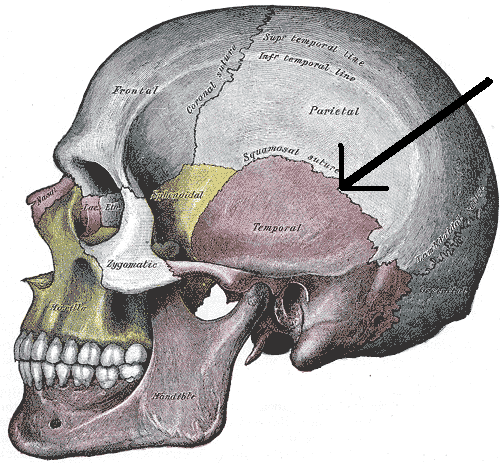
A koponya látható oldalról és a pikkelyvarrat

A pikkelyvarrat (sutura squamosa) egy vastag ízesülési illeszkedési varrat az agykoponyán a falcsontok (os parietale) alsó része és a halántékcsontok (os temporale) felső része között.